# Leiomela aristifolia
Leiomela aristifolia är en bladmossart som beskrevs av Roelof J.van der Wijk och Margadant 1959. Leiomela aristifolia ingår i släktet Leiomela och familjen Bartramiaceae. Inga underarter finns listade i Catalogue of Life.